# Klädvårdsrulle

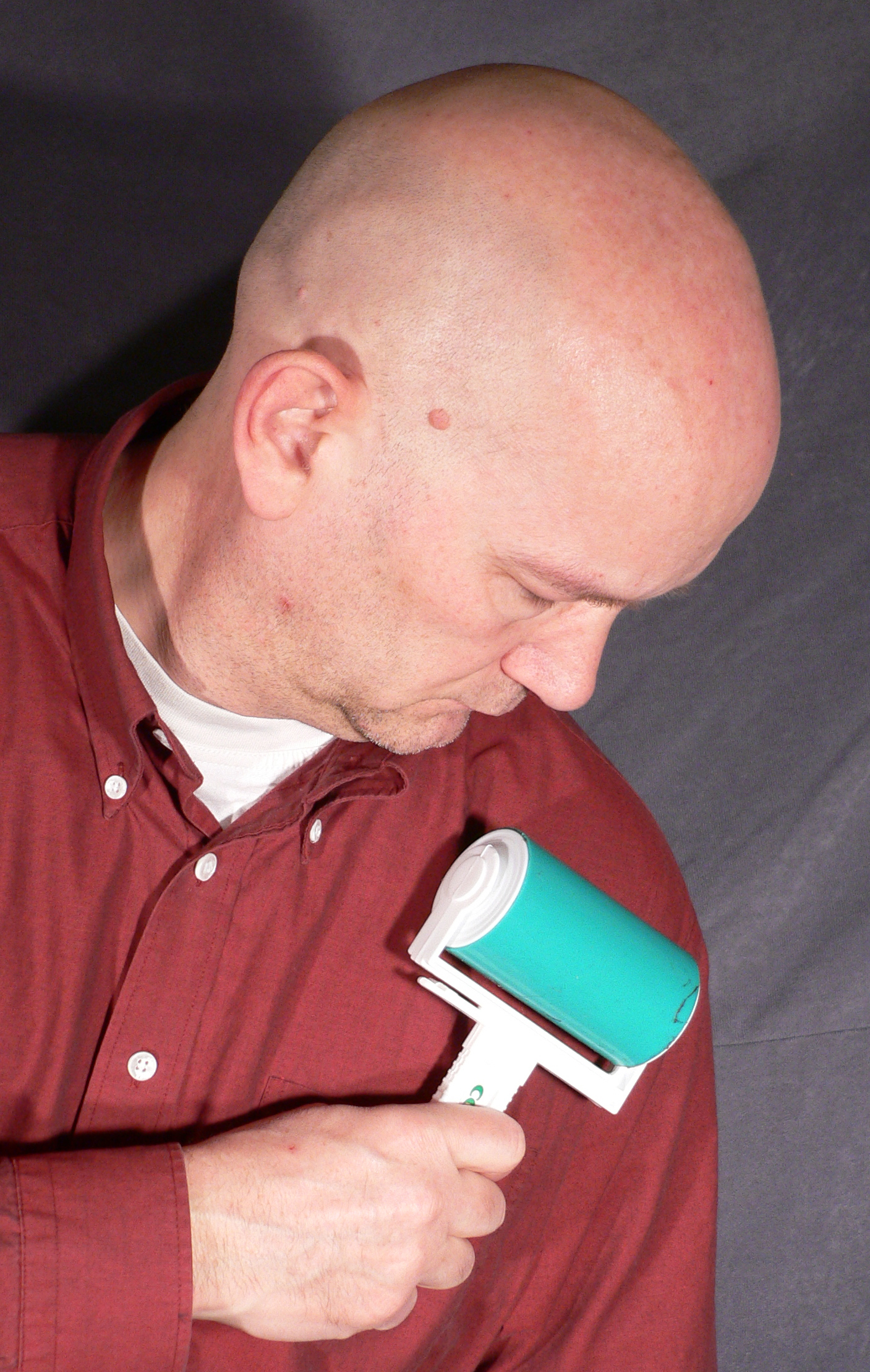
En man som använder en klädvårdsrulle.

Klädvårdsrulle, klädroller eller hårborttagningsrulle, är ett verktyg som används för att få bort småtrådar, damm, hår och ludd från klädesplagg och möbler. Klädvårdsrullen består av en rulle av flera lager av klistrigt papper på ett plastskaft och denna rullas över klädesplagget så att dammet fastnar på klisterpappret. När klisterpappret är fullt kan man ta bort det lagret och få fram ett nytt. För att inte klisterpappret ska fastna när rullen inte används omges den ofta av ett hårdplasthölje. Ofta finns det även refiller att köpa pappret på rullen tagit slut.